# پوست‌گز
پوست‌گَز (نام علمی: Dermanyssus) نام یک سرده از خانواده پوست‌گزان است.